# 戴廷龍
戴廷龍（英語：Tinglong Dai)，美國約翰·霍普金斯大學商學院的伯納德·T·法拉利講席教授，以及運營管理與商業分析學教授，專精於管理科學，兴趣涉及美國醫療系統

， 人工智能

， 全球供應鏈

， 市場運營
，以及線上平臺。

## 生平
戴廷龍于2004年畢業於同濟大学自動化系。2006年於香港科技大學獲工業工程及工業管理學系（現名“工業工程及決策分析學系”）哲學碩士學位。 2007年至2013年期間師從史泰佑及斯凱洛，获卡內基梅隆大學商學院及機器人研究所聯合授予哲學博士学位。2013年起，獲聘為約翰·霍普金斯大學助理教授，之後於2018年晉升為副教授。2021年起戴廷龍成為終身正教授。2024年，他被任命為首任伯納德·T·法拉利講席教授。商業教育網站Poets & Quants將他評為世界最佳 40 位 40 歲以下商學院教授。
戴廷龍于2012年获美國運營管理學會 (POMS)最佳醫療管理論文獎。 2012年獲國際運籌學與管理科學學會 (INFORMS)皮尔斯卡拉獎(Pierskalla Award)第二名。 他于2015年及2020年兩度以精準醫學相關的跨学科研究獲約翰·霍普金斯大學發現獎(The Johns Hopkins Discovery Award)。2017年戴廷龍獲國際運籌學與管理科學學會 (INFORMS)公共部門最佳論文獎。
戴廷龍和史泰佑編著的Handbook of Healthcare Analytics: Theoretical Minimum for Conducting 21st Century Research on Healthcare Operations由約翰威立於2018年出版。此書乃全世界第一部關於醫療運營分析的學術手冊。